# Paracraspedothrix montivaga
Paracraspedothrix montivaga är en tvåvingeart som beskrevs av Villeneuve 1919. Paracraspedothrix montivaga ingår i släktet Paracraspedothrix, och familjen parasitflugor. Arten är reproducerande i Sverige.